# The Substance
The Substance (engl. für „Die Substanz“) ist ein Spielfilm von Coralie Fargeat aus dem Jahr 2024. Die Hauptrollen in dem Body-Horrorfilm übernahmen Demi Moore und Margaret Qualley. Die internationale Koproduktion zwischen dem Vereinigten Königreich, den USA und Frankreich wurde im Mai beim 77. Filmfestival von Cannes uraufgeführt. Im September 2024 kam der Film in die US-amerikanischen, deutschen und Schweizer Kinos. Demi Moore wurde 2025 mit dem Golden Globe Award als Beste Hauptdarstellerin in einer Komödie oder Musical ausgezeichnet. Im Rahmen der Oscarverleihung 2025 wurde The Substance unter anderem als bester Film nominiert. 

## Handlung
Elisabeth Sparkle, eine einst erfolgreiche Schauspielerin und Tänzerin, welche seit Jahrzehnten die erfolgreiche Aerobic-Sendung Sparkle Your Life moderiert, ist mittlerweile alternd und abgehalftert. An ihrem 50. Geburtstag wird sie von Harvey, dem unflätigen Chef des Senders, aufgrund ihres Alters unzeremoniell aus ihrer eigenen Sendung entlassen. 
Kurz darauf hat sie einen Autounfall, nachdem sie gesehen hat, wie eines ihrer Werbeplakate abmontiert wird. Im Krankenhaus erhält sie von einem Pfleger einen USB-Stick mit der Aufschrift „The Substance“, der die Erfindung eines mysteriösen Anbieters bewirbt: ein Serum, das bei Injektion eine jüngere, schönere und „perfektere“ Version der Benutzerin erschafft, wobei die beiden weiterhin miteinander verbunden sind. Nach einigem Überlegen bestellt Elisabeth das Produkt und injiziert den „Activator“, was dazu führt, dass eine jüngere Version von ihr selbst aus einem Schnitt in ihrem Rücken geboren wird.
Die jüngere Version, die den Namen „Sue“ annimmt, wird von dem mysteriösen Anbieter angewiesen, sich jeden Tag ein „Stabilizer“-Serum zu injizieren, das aus der bewusstlosen Elisabeth extrahiert wird. Die beiden müssen alle sieben Tage die Plätze tauschen, ohne Ausnahme: Eine ruht bewusstlos, während die andere die Welt erlebt. Die andere Version ruht während dieser Zeit in einer Geheimkammer im Badezimmer. Sue erhält ihre eigene Aerobicshow und erreicht schnell neue Höhen von Ruhm und Bewunderung. Elisabeth führt dagegen ein einsames Leben und hält ihren Körper nur aufrecht, damit in ihrem Körper das für Sue nötige Serum wiederhergestellt wird. 
Als Sue am Abend vor dem vorgeschriebenen Wechsel ihre Zeit um einige Stunden überzieht, wacht Elisabeth am nächsten Morgen auf und stellt fest, dass ihr rechter Zeigefinger gealtert und deformiert ist. Als sie beim Anbieter anruft, erklärt dieser ihr, dass sie eins sind und dass das, was auf der einen Seite genommen wird, auf der anderen Seite verloren ist. 
Als Elisabeth kurze Zeit später auf ein Date mit einem alten Schulfreund Fred gehen will, welchen sie nach ihrem Aufenthalt im Krankenhaus zufällig getroffen hatte, erleidet sie zuhause vor dem Spiegel einen Nervenzusammenbruch wegen ihres Aussehens und lässt Fred sitzen. 
Der Kontrast zwischen Elisabeth und Sue wird immer deutlicher; Elisabeth beginnt, übermäßig zu essen und zu trinken und verlässt ihre Wohnung nicht mehr, während Sue süchtig mehr Stabilizer extrahiert, um den Körpertausch hinauszuzögern, was dazu führt, dass Elisabeth immer weiter altert. Elisabeth kontaktiert wiederholt den Anbieter, welcher ihr sagt, dass sie entweder weiterhin die Körper tauschen oder das Programm beenden kann, aber keine dieser Optionen wird ihr früheres Aussehen wiederherstellen.
Als Elisabeth nach einem Nervenzusammenbruch die komplette Wohnung verwüstet, sperrt Sue Elizabeth in die Kammer, pumpt massenhaft Stabilizer ab, um es zu hamstern, und bleibt über drei komplette Monate hinweg Sue. Sue erhält den Auftrag, die viel beachtete Silvester-Sendung zu moderieren, allerdings geht ihr am Tag davor das Serum aus und sie muss wieder zu Elisabeth wechseln. Zu ihrem Entsetzen ist Elisabeth nun haarlos und deformiert.
Verzweifelt verkleidet sich Elisabeth in schwere Kleidung und meldet beim Anbieter, dass sie das Programm abbrechen möchte, um weiteren Verfall an ihrem Körper zu verhindern. Dafür holt sie die entsprechend zur Verfügung gestellte Substanz ab. Doch immer noch nach Bewunderung dürstend, stoppt sie im letzten Moment die Injektion in Sue und belebt sie wieder, wodurch sich beide Körper das erste Mal in vollem Bewusstsein gegenüberstehen. Als Sue das fast leere Serum mit der Aufschrift „Termination“ (Beendigung) sieht, wird sie rasend vor Wut und es kommt zu einem Kampf, in dessen Verlauf Sue Elisabeth erschlägt. 
Da sie sich wegen Elisabeths Tod nicht mehr stabilisieren kann, beginnt Sues Körper hinter der Bühne schnell zu verfallen. In einem verzweifelten Versuch, sich selbst zu retten, widersetzt sich Sue den Anweisungen des Anbieters und versucht, mit dem restlichen Activator eine neue Version von sich selbst zu erschaffen. Stattdessen kreiert sie versehentlich „Monstro Elisasue“, eine groteske, kaum mehr menschliche Verschmelzung aus beiden. Monstro nimmt Sues Platz ein und schockt das Publikum bei der Live-Übertragung. Die entsetzten Zuschauer verfallen in eine gewaltsame Panik, die in der Enthauptung von Monstro gipfelt, deren Kopf sich grotesk regeneriert und blutig explodiert. Während das Publikum von Monstros Blut überschwemmt wird, gelingt es der Kreatur, nach draußen zu entkommen, bevor sie schließlich zu einem Haufen Eingeweide zusammenbricht.
Das Gesicht der ursprünglichen Elisabeth taucht als schleimige Masse aus den Überresten auf und kriecht zu ihrem vernachlässigten Stern auf dem Hollywood Walk of Fame. Elisabeth findet Trost, indem sie sich auf dem Stern positioniert und schließlich dahinschmilzt. Am nächsten Tag werden ihre blutigen Überreste von einer Bodenschrubbmaschine beseitigt.

## Hintergrund
Es handelt sich um den zweiten Spielfilm der französischen Regisseurin und Drehbuchautorin Coralie Fargeat nach dem Exploitationfilm Revenge im Jahr 2017. Es ist für sie die erste US-amerikanische Studioproduktion. Als Produzenten fungierten die Unternehmen Universal Pictures und Working Title Films.

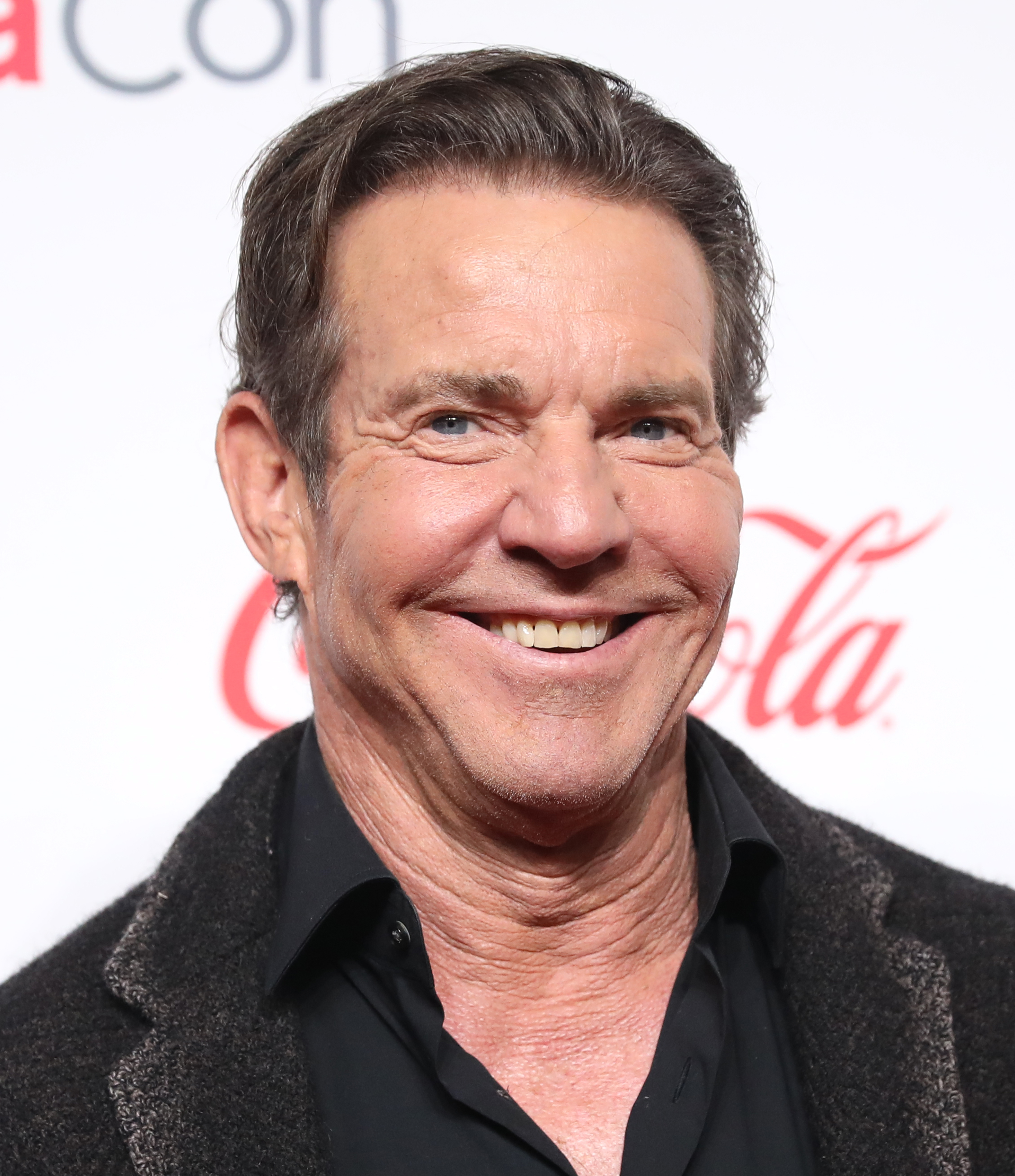
Dennis Quaid spielt Harvey

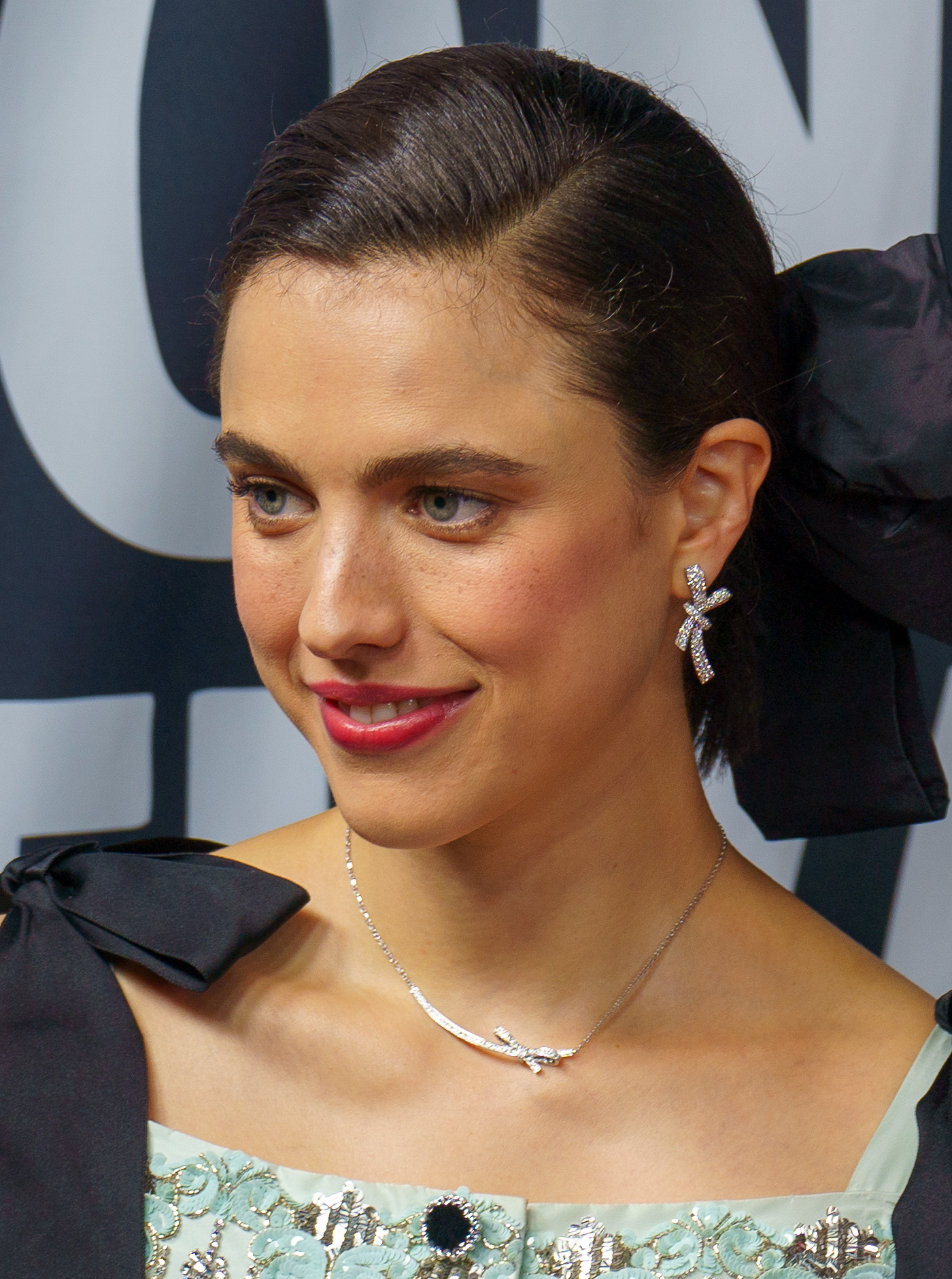
Margaret Qualley spielt Sue

Die Hauptrollen in dem feministischen Body-Horrorfilm übernahmen die US-amerikanischen Schauspielerinnen Demi Moore und Margaret Qualley. Dennis Quaid spielt Harvey, der Elisabeth feuert. Der spanisch-französische Schauspieler Hugo Diego Garcia ist in der Rolle von Diego zu sehen.
Ursprünglich war die Rolle von Harvey an Ray Liotta vergeben, doch da Liotta im Mai 2022 verstarb, wurde er durch Quaid ersetzt.
Die deutsche Synchronisation entstand nach einem Dialogbuch und der Dialogregie von Mario von Jascheroff im Auftrag der K13 Studios Berlin GmbH. Er leiht in der deutschen Fassung auch Quaid in der Rolle von Harvey seine Stimme. Claudia Urbschat-Mingues spricht Elisabeth Sparkle und Amelie Plaas-Link Sue.
Die Dreharbeiten sollten ab Mai 2022 in Paris beginnen. Letztlich fanden sie in den Studios d'Epinay in Paris und an der Côte d’Azur statt. Als Kameramann fungierte Benjamin Kračun, der davor für die Filme Promising Young Woman von Emerald Fennell und Encounter von Michael Pearce tätig war.
Die Filmmusik komponierte Benjamin Stefanski, besser bekannt unter seinem Künstlernamen Raffertie. Mitte September 2024 wurde das erste Musikstück des Soundtrack-Albums veröffentlicht. Dieses umfasst insgesamt 28 Musikstücke und wurde am 20. September 2024 von Waxwork Records als Download veröffentlicht.
Für den Ton waren Emmanuelle Villard, Valérie Deloof und Stéphane Thiébaut verantwortlich. Deloof wurde für ihre Arbeiten bei Chanson der Liebe 2008 für den César nominiert und 2016 für Dämonen und Wunder. Ebenfalls 2016 wurde Thiébaut bei dem Filmpreis für Meine goldenen Tage nominiert und zwei Jahre später für Barbara ausgezeichnet.

## Marketing und Veröffentlichung
Die Weltpremiere von The Substance erfolgte am 19. Mai 2024 im Hauptwettbewerb des 77. Filmfestivals von Cannes. Dort wurde der Film auch beim Marché du film präsentiert. Noch vor der Uraufführung sicherte sich der Streamingdienst Mubi die Vertriebsrechte. Ende Juni 2024 wurde The Substance beim Filmfest München erstmals in Deutschland vorgestellt. Zur gleichen Zeit wurde der Film beim Mediterrane Film Festival gezeigt. Der erste Trailer wurde im Juli 2024 vorgestellt. Im August 2024 wurde er beim Edinburgh International Film Festival, beim Norwegischen Filmfestival in Haugesund, beim New Zealand International Film Festival und beim Melbourne International Film Festival vorgestellt und Ende des Monats beim FrightFest als Abschlussfilm gezeigt. Im September 2024 wurde der Film beim San Sebastian International Film Festival und beim Toronto International Film Festival gezeigt. Ebenfalls im September 2024 sind Vorstellungen beim Fantasy Filmfest geplant. DCM bringt den Film in die deutschen Kinos und Filmcoopi in die schweizerischen. In beiden Ländern wurde der Kinostart auf den 19. September 2024 festgelegt. Am 20. September 2024 kam der Film in die US-Kinos. Anfang Oktober 2024 wurde er beim Sitges Film Festival gezeigt. Am 31. Oktober 2024 wurde The Substance in das Programm von Mubi aufgenommen.

## Rezeption

### Altersfreigabe
In den USA erhielt der Film ein R-Rating, was einer Freigabe ab 17 Jahren entspricht. In Deutschland wurde der Film von der FSK ab 16 Jahren freigegeben. In der Freigabebegründung heißt es, der Film enthalte zahlreiche Szenen mit zunehmend drastischen Splatter- und Gore-Effekten. Diese würden zwar deutlich ins Bild gerückt, stünden aber im Kontext der teils satirisch-überspitzten Horrorgeschichte. Jugendliche ab 16 Jahren seien in der Lage, die betreffenden Szenen im Kontext dieser realitätsfernen Geschichte zu betrachten und angemessen einzuordnen. Die betont unterkühlte und stilisierte Inszenierung ohne Bezüge zu jugendlichen Lebenswelten erleichtere dabei eine emotionale Distanz zu den Geschehnissen.

### Kritiken und Einspielergebnis
Der Film konnte 89 Prozent der bei Rotten Tomatoes aufgeführten Kritiker überzeugen bei einer durchschnittlichen Bewertung mit 8,1 von 10 möglichen Punkten, womit er aus den 25. Annual Golden Tomato Awards als Erstplatzierter unter den Horrorfilmen des Jahres 2024 hervorging. Im Konsens heißt es dort, The Substance sei unverfroren eklig, boshaft clever und eine atemberaubende Leistung der Drehbuchautorin und Regisseurin Coralie Fargeat. Zudem sei dies möglicherweise Demi Moores bislang beste Leistung. Bei Metacritic erhielt der Film einen Metascore von 78 von 100 möglichen Punkten.

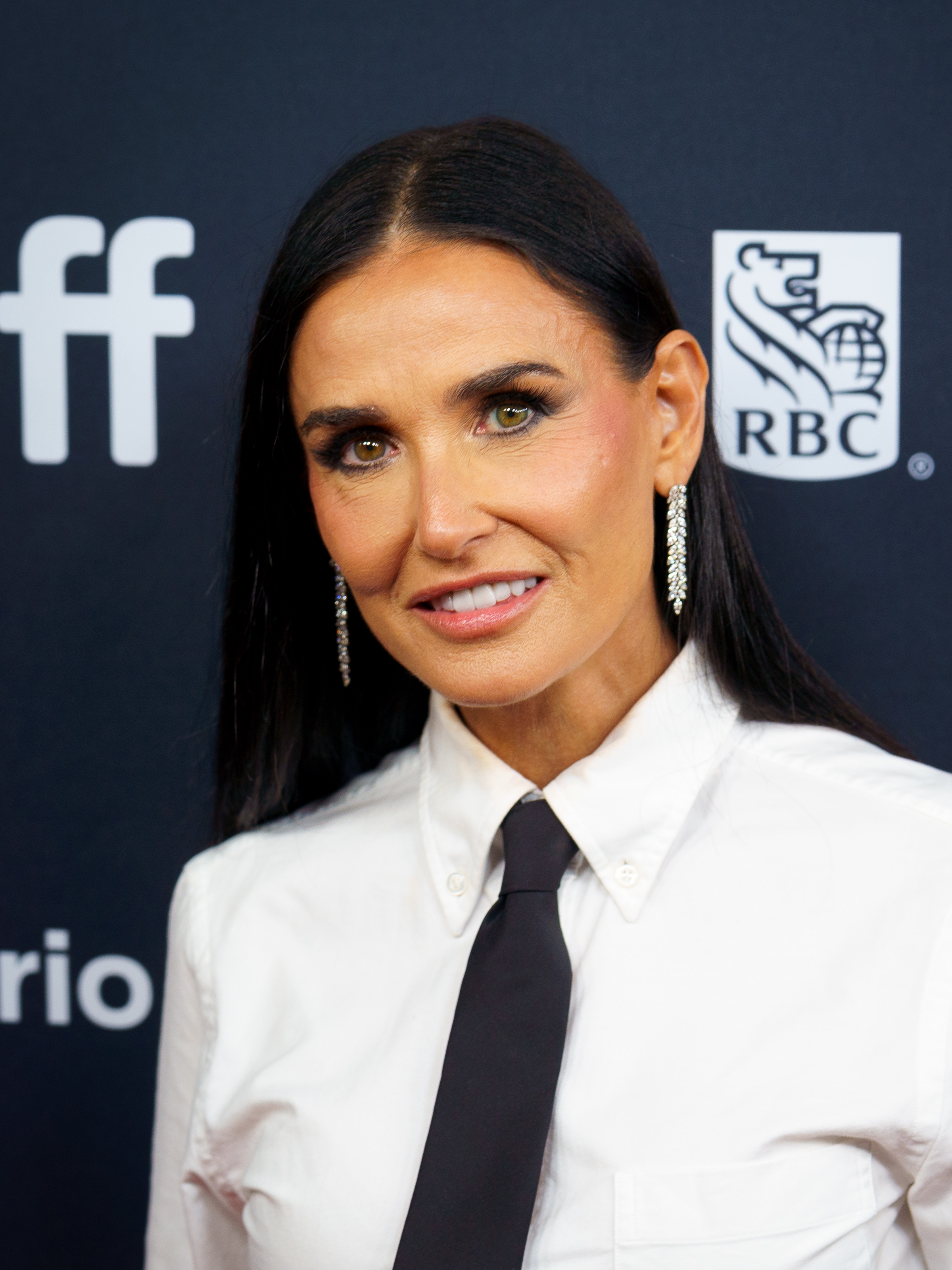
Demi Moore spielt Elisabeth

Michael Meyns von der Gilde deutscher Filmkunsttheater schreibt in seiner Kritik, Coralie Fargeat habe ihre vollkommen durchgedrehte, überdrehte Satire im grellen Licht der kalifornischen Sonne inszeniert, und Demi Moore habe sie die mit Abstand interessanteste, komplexeste Rolle ihrer Karriere geschenkt. Dass diese selbst dafür bekannt ist, im Lauf der Jahre immer wieder die Arbeit von Schönheitschirurgen in Anspruch genommen zu haben, mache sie zur idealen Besetzung einer Frau, die gegen den unweigerlichen Lauf der Zeit und die immer noch geltenden Gesetze des Showbusiness ankämpft. Clever findet Meyns, dass nicht allein die männlichen Bosse als geifernde Sexisten dargestellt werden, die nach jungen, unverbrauchten, festen Körpern lechzen, sondern vielmehr Elisabeths Alter Ego, ihr jüngeres Selbst Sue. Diese breche bewusst die Regeln. Dabei wehe mehr als ein Hauch von Dorian Gray durch den Film. Allein die zunehmende Zerstörung des Gemäldes, das dieser auf dem Dachboden versteckt, zeige sich hier an Elisabeth, die umso mehr verfällt, je mehr Lebenszeit ihr Sue quasi stiehlt. Auch wenn The Substance mit 140 Minuten eine ganze Spur zu lang geraten sei und nicht alle Ideen und Allegorien durchdacht wirkten, beeindrucke es doch, mit welcher Härte Coralie Fargeat ihren Ansatz zu seinem konsequenten Ende führt: „Voller Wut auf das System des Schönheitswahns inszeniert sie einen am Ende blutrünstigen Exzess, der nichts für schwache Nerven ist. Ein bemerkenswerter Film, bei dem Lachen und Ekel gleichermaßen im Halse stecken bleiben.“
Clayton Davis beschreibt The Substance in seiner Kritik in Variety als eine Kreuzung von Der Tod steht ihr gut und Die Fliege mit dem Resultat Titane als Kind. Davis hält Demi Moores Leistung für Oscar-würdig, sei es doch möglicherweise die gewagteste Rolle in ihrer Karriere, in der sie sich mit Jugend, Schönheit und den unerbittlichen Anforderungen an Frauen in Hollywood auseinandersetzt. Unter Fargeats visionärer Regie beweise ihre eindringliche und facettenreiche Darstellung, wie vielseitig sie ist, etwas das Moore bis dahin nicht unter Beweis habe stellen können.

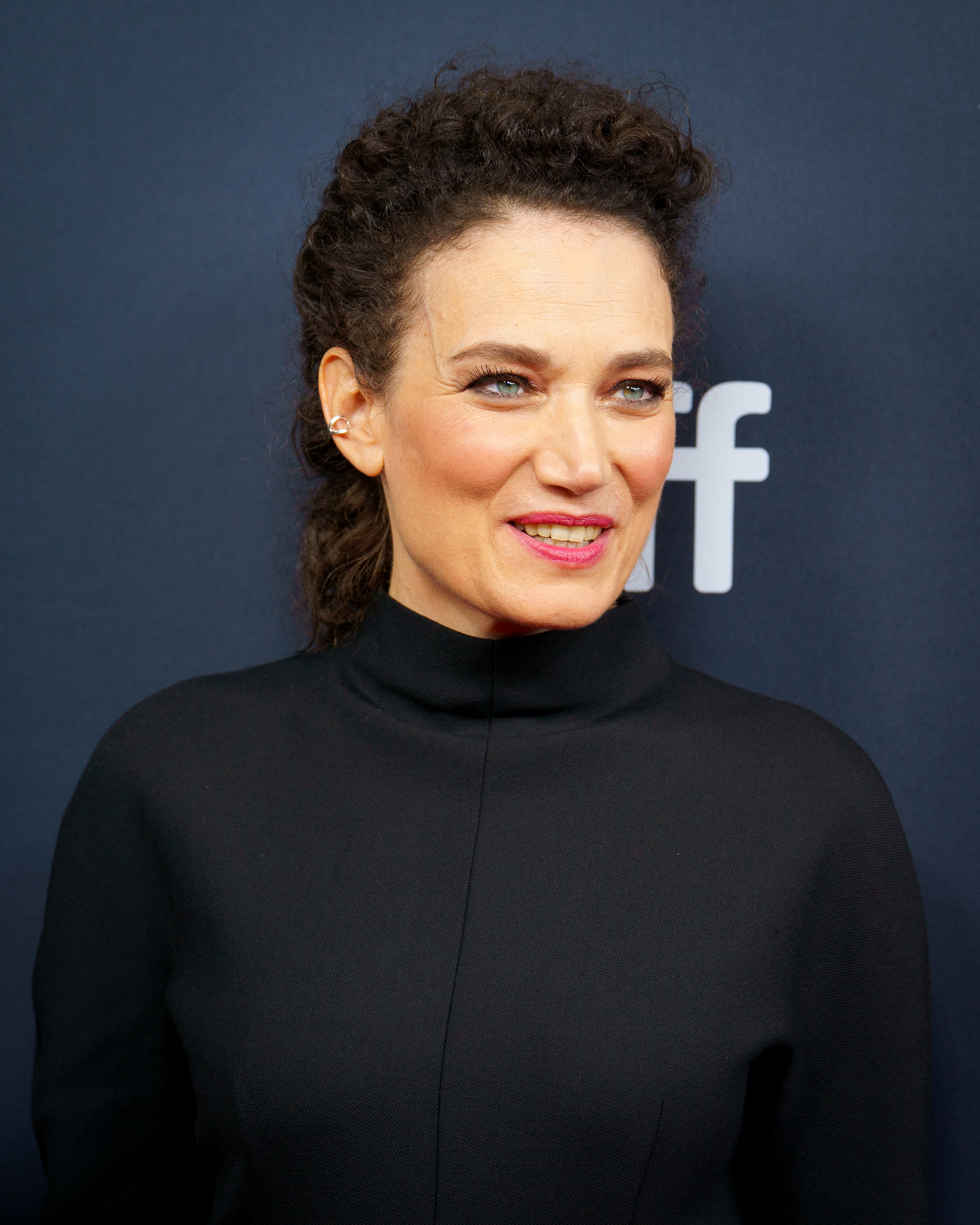
Regisseurin Coralie Fargeat

Chris Schelb von outnow.ch schreibt in seiner Kritik, auf Subtilität pfeife Fargeat allgemein, und das nicht nur, weil Dennis Quaid einen Produzenten namens Harvey spielt. Von der Geschichte bis zur Inszenierung sei hier alles übertrieben, mit den auch von Yorgos Lanthimos oft eingesetzten Fischaugenkameras, en masse Overhead-Shots und Close-ups, und die Farbkontraste täten beinahe in den Augen weh. Das Sound-Design sei ebenfalls over-the-top. Fargeat bringe sich so in Position als ernsthafte Nachfolgerin von David Cronenberg. Wer den Magen und den Humor im schwarzen Bereich dazu hat, werde diese Horrorperle lieben, denn als krasser, immer mehr eskalierender Albtraum sei The Substance ein Erlebnis sondergleichen.
Julia Pogatetz bemerkt in ihrer Kritik für uncut.at die geradezu unbequeme Art und Weise, wie die Kamera von Benjamin Kračun mit reihenweise Nahaufnahmen weiblicher Körperteile den Gegensatz von schön und hässlich vermitteln möchte und sich scheinbar dem „male gaze“ unterwirft und diesen letztendlich doch ad absurdum führe. Moore gelinge der emotionale Wandel ihres Charakters zwischen Depression und Wahnsinn einwandfrei, und auch Margaret Qualley wisse in The Substance zu überzeugen. Mit dem Film etabliere sich Regisseurim Carolie Fargeat endgültig als nicht weg zu denkender Fixpunkt im internationalen Genrekino: „Messerscharf zeigt die Satire sämtliche Extreme des Schönheitswahns auf und geizt dabei nicht an Körperflüssigkeiten und Schockmomenten.“ Dass sie mit ihrem Film nicht leise und versteckt an ein Thema heranführen möchte, sondern äußerst plakativ und mit voller Wucht das Thema Schönheitsideale auf die Leinwand wirft, mag im ersten Moment für manche Zuschauer wenig tiefgründig oder repetitiv wirken, der Film würde aber trotz seiner verhältnismäßig langen Laufzeit nie an Geschwindigkeit verlieren. Besonders die letzten dreißig Minuten würden selbst Bodyhorrorgroßmeister David Cronenberg respektvoll den Hut ziehen lassen.
Fabien Lemercier vom Online-Filmmagazin Cineuropa beschreibt The Substance als einen sehr gelungenen Konzeptfilm mit einem übertriebenen, dantesken Stil. Der Film zeige Drogenkonsum, Dealer, Entzugserscheinungen, die Flucht aus der Realität in ein künstliches Paradies und Überdosen, was sicherlich nichts Neues im Kino sei, doch noch nie sei das alles auf so direkte und eindringliche Weise gezeigt worden, wie in The Substance. Der Film greife Elemente aus Schneewittchen und den Filmen Die Fliege von David Cronenberg, Der Elefantenmensch von David Lynch, Carrie von Brian De Palma und Shining von Stanley Kubrick auf und steigere sie um das Zehnfache.
Der Filmkritiker Wolfgang M. Schmitt zeigte sich gegenüber The Substance äußerst kritisch. Der Film biete zwar visuell eindrucksvolle Momente, inhaltlich sei er jedoch erschreckend banal. Laut seiner Analyse vermittle das Werk den Anschein, eine bedeutungsvolle Botschaft über Alter, Schönheit und weibliche Körperbilder transportieren zu wollen, greife diese Themen jedoch in plakativer und wenig reflektierter Weise auf. Besonders kritisch bewertete Schmitt die Darstellung der Protagonistin, deren körperlicher Verfall voyeuristisch inszeniert werde, was er als Fortführung frauenfeindlicher Bildwelten deutete. Die Kamera richte sich zunehmend auf deformierte Körperpartien und verstärke damit die Abwertung des Alterns. Insgesamt habe der Film es versäumt, die  gesellschaftlichen Implikationen des Schönheitsideals differenziert zu beleuchten, und reproduziere damit jene Oberflächlichkeit, die er angeblich kritisieren wolle.
In der Jahresbestenliste des vom British Film Institute herausgegebenen Filmmagazins Sight & Sound landete der Film auf Platz 8 der besten Filme des Jahres 2024.
Die weltweiten Einnahmen des Films aus Kinovorführungen belaufen sich auf 77,3 Millionen US-Dollar. In Deutschland verzeichnet er in den Kinos 162.938 Besucher.

### Auszeichnungen

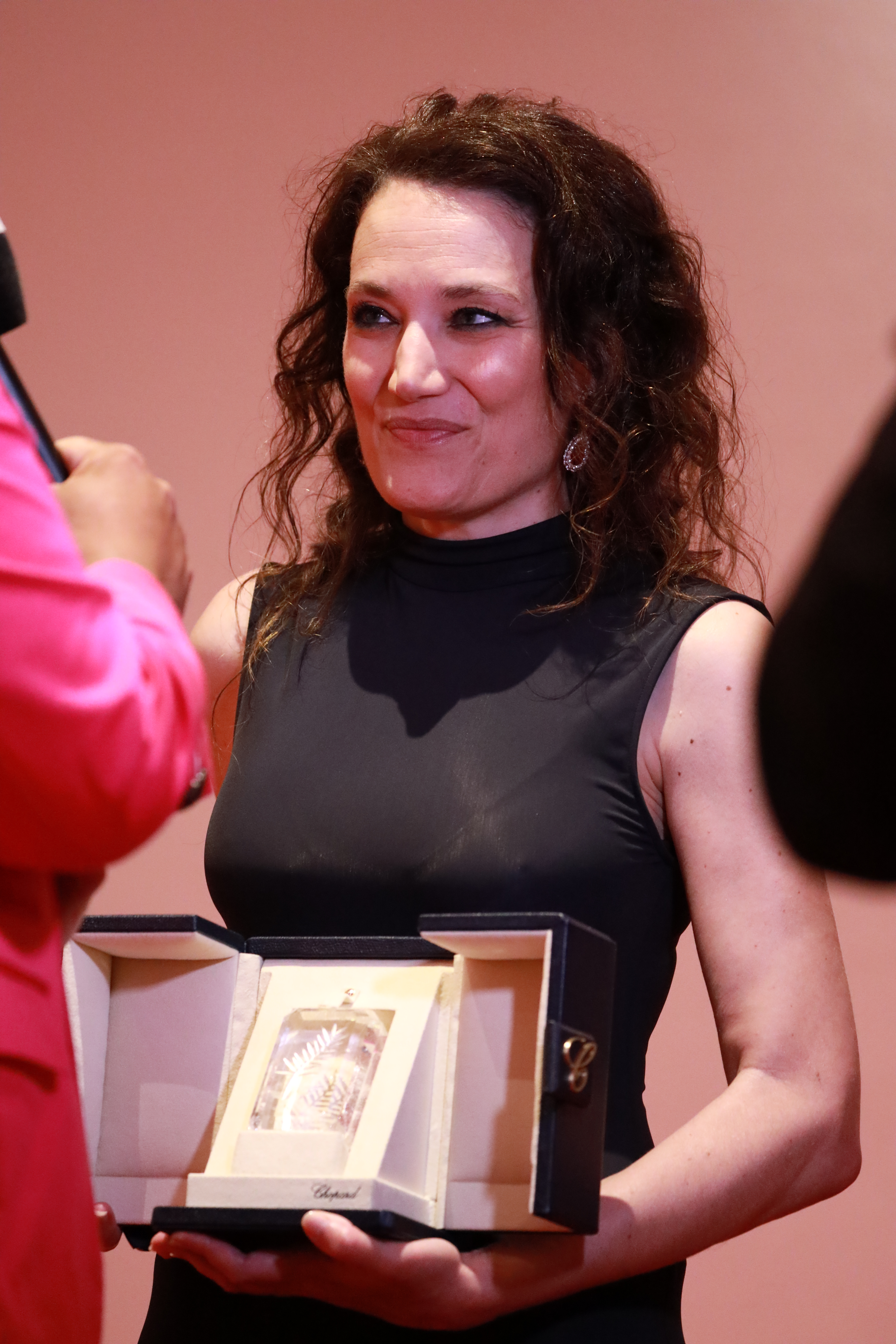
Fargeat mit dem gewonnenen Drehbuchpreis in Cannes

Für The Substance erhielt Coralie Fargeat eine Einladung in den Wettbewerb um die Goldene Palme des Filmfestivals von Cannes. Sie wurde dort für das beste Drehbuch geehrt. Im selben Jahr gelangte das Werk auf die Oscar-Shortlist für die Kategorie Bestes Make-up und beste Frisuren, während Demi Moore mit dem Golden Globe Award als Beste Hauptdarstellerin in einer Komödie oder Musical ausgezeichnet wurde.
Im Folgenden eine Auswahl von Nominierungen und Auszeichnungen.
Art Directors Guild Awards 2025
- Nominierung für das Beste Szenenbild in einem zeitgenössischen Film (Stanislas Reydellet)[47]

Astra Film Awards 2024
- Nominierung als Bester Film
- Nominierung als Bester Horrorfilm
- Nominierung für die Beste Regie (Coralie Fargeat)
- Nominierung für das Beste Drehbuch (Coralie Fargeat)
- Nominierung als Beste Schauspielerin (Demi Moore)
- Nominierung als Beste Nebendarstellerin (Margaret Qualley)
- Nominierung für die Beste Performance in einem Horrorfilm oder Thriller (Demi Moore)
- Nominierung für die Beste Performance in einem Horrorfilm oder Thriller (Margaret Qualley)
- Nominierung für das Beste Casting (Laure Cochener und Léa Moszkowicz)
- Nominierung für das Beste Makeup und Hairstyling[48]

British Academy Film Awards 2025
- Nominierung für die Beste Regie (Coralie Fargeat)
- Nominierung für das Beste Drehbuch (Coralie Fargeat)
- Nominierung als Beste Hauptdarstellerin (Demi Moore)
- Nominierung für den Besten Ton (Valérie Deloof, Victor Fleurant, Victor Praud, Stéphane Thiébaut und Emmanuelle Villard)
- Auszeichnung für das Beste Make-up und die besten Frisuren (Pierre-Olivier Persin, Stéphanie Guillon, Frédérique Arguello und Marilyne Scarselli)

César 2025
- Nominierung als Bester ausländischer Film

Costume Designers Guild Awards 2025
- Nominierung für die Besten Kostüme in einem zeitgenössischen Film (Emmanuelle Youchnovski)[49]

Critics’ Choice Movie Awards 2025
- Nominierung als Bester Film
- Nominierung für die Beste Regie (Coralie Fargeat)
- Auszeichnung für das Beste Drehbuch (Coralie Fargeat)
- Auszeichnung als Beste Hauptdarstellerin (Demi Moore)
- Nominierung als Beste Nebendarstellerin (Margaret Qualley)
- Auszeichnung für das Beste Make-up und die besten Frisuren
- Nominierung für die Besten visuellen Effekte

Den norske filmfestivalen 2024
- Nominierung im Hauptwettbewerb[50]

Dorian Awards 2025
- Auszeichnung als Bester Film
- Auszeichnung für die Beste Regie (Coralie Fargea)
- Nominierung für das Beste Drehbuch
- Auszeichnung für die Beste schauspielerische Leistung (Demi Moore)
- Nominierung für die Beste Nebenrolle (Margaret Qualley)
- Auszeichnung als Bester Genrefilm
- Nominierung als Visuell beeindruckendster Film
- Auszeichnung als Campiest Film[51][52]

Eddie Awards 2025
- Nominierung in der Kategorie Bester Filmschnitt – Komödie (Coralie Fargeat, Jérôme Eltabet und Valentin Féron)[53]

Europäischer Filmpreis 2024
- Nominierung als Bester Film (Coralie Fargeat, Tim Bevan und Eric Fellner)
- Nominierung für das Beste Drehbuch (Coralie Fargeat)
- Auszeichnung für die Beste Kamera (Benjamin Kračun)
- Auszeichnung für die Besten visuellen Effekte (Bryan Jones, Pierre Procoudine-Gorsky, Chervin Shafaghi, Guillaume Le Gouez)

Fantasy Filmfest 2024
- Nominierung für den Fresh Blood Award[25]

Filmfest München 2024
- Nominierung im Wettbewerb CineMasters
- Nominierung für den ARRI/OSRAM Award (Coralie Fargeat)[15]

Golden Globe Awards 2025
- Nominierung als Bester Film – Komödie/Musical
- Nominierung für die Beste Regie (Coralie Fargeat)
- Nominierung für das Beste Drehbuch (Coralie Fargeat)
- Auszeichnung als Beste Hauptdarstellerin – Komödie/Musical (Demi Moore)
- Nominierung als Beste Nebendarstellerin (Margaret Qualley)

Gotham Awards 2024
- Nominierung für den Darstellerpreis (Demi Moore)[54]

Hollywood Music in Media Awards 2024
- Nominierung für die Beste Filmmusik in einem Horrorfilm (Raffertie)[55]

Independent Spirit Awards 2025
- Nominierung als Bester Film (Tim Bevan, Coralie Fargeat, Eric Fellner)
- Nominierung für die Beste Hauptrolle (Demi Moore)[56]

London Critics’ Circle Film Awards 2025
- Nominierung als Bester Film
- Nominierung für die Beste Regie (Coralie Fargeat)
- Nominierung für das Beste Drehbuch (Coralie Fargeat)
- Nominierung als Beste Hauptdarstellerin (Demi Moore)
- Nominierung als Beste Nebendarstellerin (Margaret Qualley)
- Nominierung für eine Besondere technische Leistung (Stéphanie Guillon und Pierre-Olivier Persint für das Make-up)[57]

Make-Up Artists and Hair Stylists Guild Awards 2025
- Nominierung in der Kategorie Contemporary Make-Up (Stéphanie Guillon)
- Nominierung in der Kategorie Special Make-Up Effects (Pierre-Olivier Persin)
- Nominierung in der Kategorie Contemporary Hair Styling (Frédérique Arguello)[58]

Online Film Critics Society Awards 2025
- Nominierung als Bester Film
- Auszeichnung für die Beste Regie (Coralie Fargeat)
- Nominierung für das Beste Drehbuch
- Nominierung für den Besten Schnitt
- Nominierung als Beste Hauptdarstellerin (Demi Moore)
- Auszeichnung als Beste Nebendarstellerin (Margaret Qualley)
- Nominierung für die Besten visuellen Effekte
- Auszeichnung für das Beste Make-up[59][60]

Oscarverleihung 2025
- Nominierung als Bester Film
- Nominierung für die Beste Regie (Coralie Fargeat)
- Nominierung für das Beste Drehbuch (Coralie Fargeat)
- Nominierung als Beste Hauptdarstellerin (Demi Moore)
- Auszeichnung für das Beste Make-up und die beste Frisuren (Pierre-Olivier Persin, Stéphanie Guillon und Marilyne Scarselli)

Producers Guild of America Awards 2025
- Nominierung als Bester Film für den Darryl F. Zanuck Award[61]

San Francisco International Film Festival 2024
- Auszeichnung mit dem Maria Manetti Shrem Award for Acting (Demi Moore)[62]

San Sebastian International Film Festival 2024
- Nominierung in der Sektion Perlak[23]

Satellite Awards 2025
- Nominierung als Beste Komödie/Musical
- Nominierung für das Beste Drehbuch (Coralie Fargeat)
- Auszeichnung als Beste Hauptdarstellerin – Komödie/Musical (Demi Moore)
- Nominierung als Beste Nebendarstellerin (Margaret Qualley)[63][64]

Saturn Awards 2025
- Nominierung als Bester Independentfilm
- Auszeichnung als Beste Hauptdarstellerin (Demi Moore)
- Nominierung als Beste Nebendarstellerin (Margaret Qualley)
- Auszeichnung für das Beste Make-up

Screen Actors Guild Awards 2025
- Auszeichnung als Beste Hauptdarstellerin (Demi Moore)

Seattle Film Critics Society Awards 2024
- Nominierung als Bester Film (Coralie Fargeat)
- Nominierung für die Beste Regie (Coralie Fargeat)
- Nominierung für das Beste Drehbuch (Coralie Fargeat)
- Nominierung als Beste Hauptdarstellerin (Demi Moore)
- Nominierung als Beste Nebendarstellerin (Margaret Qualley)
- Nominierung für den Besten Filmschnitt (Coralie Fargeat, Jérôme Eltabet und Valentin Feron)
- Nominierung für die Besten visuellen Effekte (Bryan Jones und Guillaume Le Gouez)[65]

Set Decorators Society of America Awards 2025
- Nominierung in der Kategorie Décor/Design of a Contemporary Feature Film (Cécilia Blom und Stanislas Reydellet)[66]

Toronto International Film Festival 2024
- Auszeichnung mit dem People’s Choice Midnight Madness Award[67]